# Cá lịch vân chấm
Cá lịch vân chấm, tên khoa học Echidna delicatula, là một loài cá lịch trong họ Muraenidae. Chúng được Johann Jakob Kaup mô tả lần đầu năm 1856, ban đầu đặt thuộc chi Poecilophis. Chúng thườn có chiều dài tối đa là 65 xentimét (26 in).